# Sericocalyx
Sericocalyx là chi thực vật có hoa trong họ Acanthaceae.